# آرثر ألكسندر
آرثر الكسندر (بالإنجليزية: Arthur Alexander)‏ هو منتج أفلام أمريكي، ولد في أبريل 1909 في ألمانيا، وتوفي في 1989 في لوس أنجلوس في الولايات المتحدة.

## وصلات خارجية
- آرثر ألكسندر على موقع IMDb (الإنجليزية)
- آرثر ألكسندر على موقع أول موفي (الإنجليزية)
- آرثر ألكسندر على موقع قاعدة بيانات الأفلام السويدية (السويدية)
- آرثر ألكسندر على موقع قاعدة بيانات الفيلم (الإنجليزية)
- آرثر ألكسندر على موقع كينوبويسك (الروسية)